# Marin Pongračić
Marin Pongračić (* 11. September 1997 in Landshut) ist ein kroatisch-deutscher Fußballspieler. Er ist defensiv variabel einsetzbar, spielt aber hauptsächlich als Innenverteidiger. Er steht bei der AC Florenz unter Vertrag und debütierte 2020 in der kroatischen A-Nationalmannschaft.

## Karriere

### Vereine

#### Jugendzeit in Bayern
Pongračić begann seine Vereinskarriere in seiner Geburtsstadt bei der SpVgg Landshut. Dort wurde er unter anderem von Willi Löbenbrück gefördert, nahm sogar an Turnieren in Italien teil und schaffte es nach Sichtung bei einem Juniorenturnier in die C-Jugend des FC Bayern München. Löbenbrück, der fünf Jahre sein Trainer war, schätzte dessen Fairness und Dribblings. Später gab der Spieler an, bereits als Kind in jeder freien Minute an Fußball gedacht zu haben, weshalb ihn seine Eltern zum frühestmöglichen Zeitpunkt in einem Verein angemeldet hatten. Die schulischen Leistungen des Jungen litten aber, wie er rückwirkend erklärte, unter der Anfangszeit am Münchner Nachwuchscampus. Anders als viele andere spätere Profis sorgte Pongračić im Laufe seiner Jugend auch nicht in Form eines „Plan B“ für den Fall, dass es nicht mit der Reifung zum Profi klappen würde, vor. Die Verbundenheit zu seiner Heimatstadt äußerte sich später auch in seiner Wahl der Rückennummer 34 (die letzten beiden Stellen der Landshuter Postleitzahl) oder drei bzw. vier in die Kamera gehaltene Finger bei Torjubeln.
Zu Beginn seiner Ausbildung beim FC Bayern spielte Pongračić, der innerhalb von zwei Jahren 20 Zentimeter wuchs und dadurch kleinere Verletzungen erlitt, noch als Stürmer, rückte dann in der U15 ins defensive Mittelfeld und in der B-Jugend schließlich in die Innenverteidigung. Die Umschulung zum Verteidiger geschah auf die Initiative seines damaligen Jugendtrainers im Rahmen eines Turniers in Österreich hin. Dort spielte der Landshuter aushilfsmäßig in der Verteidigung und schaffte es, den 15-jährigen Breel Embolo vom FC Basel, bereits damals physisch weiter als seine Jahrgangskollegen, so zu isolieren, dass die Münchner das Spiel mit 1:0 gewannen. So verblieb Pongračić in der Abwehr und sollte auch später Embolo als Profi in Deutschland wiedersehen. Rückblickend betrachtend gab der Spieler an, als Verteidiger von seiner Vergangenheit als Stürmer bzw. „Sechser“ dahingehend profitiert zu haben, als dass es ihm Vorteile im Dribbling wie auch in der Spieleröffnung mitgab.
In seinem zweiten B-Jugendjahr wechselte der Verteidiger innerhalb Oberbayerns zum FC Ingolstadt 04. Dort war er Stammspieler und spielte in der Innenverteidigung am häufigsten neben Lukas Gerlspeck oder Kapitän Florian Shalaj, verlor aber mit dem Team auch 19 von 25 Juniorenbundesligaspielen. Gemeinsam mit Gerlspeck oder Nico Dantscher war Pongračić auch in der U19 Ingolstadts ein fester Bestandteil des Abwehrverbunds und war mit diesem Jahrgang ebenfalls nur mäßig erfolgreich. In der Spielzeit 2015/16 wurde der Verteidiger für fünf Spiele gesperrt, nachdem er den Hoffenheimer Angreifer Robin Hack so schwer gefoult hatte, dass sich dieser einen Schien- und Wadenbeinbruch zuzog.

#### Profi in Deutschland, Österreich und Italien

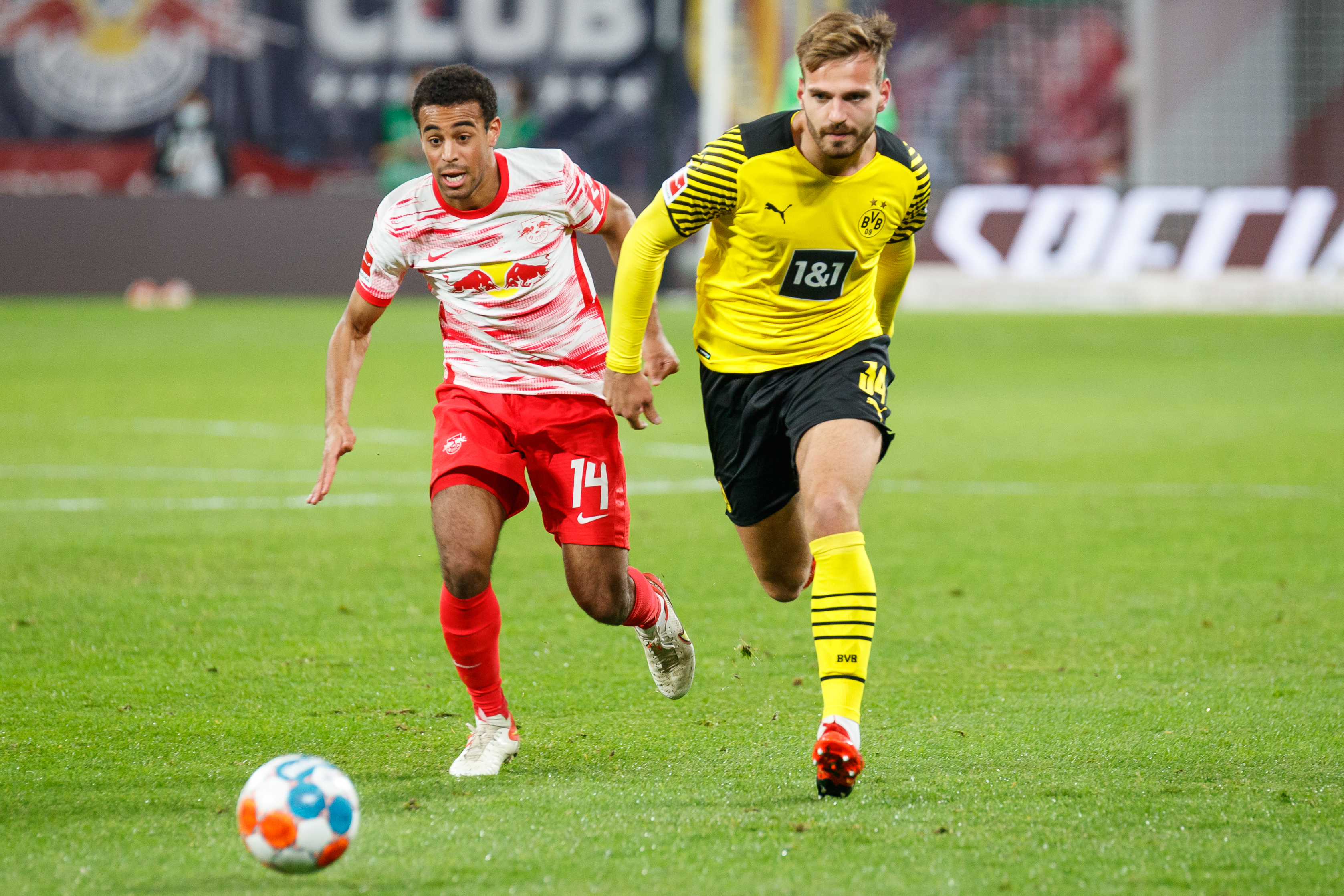
Pongračić (r.) am Ball für den BVB (2021)

Im Sommer 2016 wechselte der Niederbayer zurück in die Landeshauptstadt und spielte für die zweite Mannschaft des TSV 1860 München in der viertklassigen Regionalliga Bayern erstmals im Herrenbereich. Parallel dazu stand Pongračić für das Zweitligateam in den letzten sechs Ligaspielen jeweils über die volle Spielzeit auf dem Feld und verstärkte den Defensivverbund um Spielführer Kai Bülow und Abdoulaye Ba. Als Tabellensechzehnter mussten die Löwen im Frühjahr zwei Relegationsspiele gegen den Drittligisten SSV Jahn Regensburg bestreiten; Pongračić fehlte im Rückspiel aufgrund eines Platzverweises im Hinspiel und musste von der Tribüne aus zusehen, wie seine Mannschaft dem Gegner mit 0:2 unterlag. Es folgte der Abstieg für 1860 München, aufgrund der Nichterteilung der Drittligalizenz musste man fortan in der Regionalliga antreten.
Der Verteidiger ging nicht mit in die vierte Liga und wechselte stattdessen zur Saison 2017/18 in die österreichische Bundesliga zum FC Red Bull Salzburg, bei dem er einen Vertrag bis zum 30. Juni 2021 erhielt. Mit Salzburg wurde Pongračić in seiner ersten Saison Landesmeister, verpasste aber aufgrund zweier Verletzungsperioden auch mehrere Spiele. Darüber hinaus lief er das erste Mal im Europacup auf und gelangte mit RB bis ins Halbfinale der Europa League. Neben André Ramalho war der Bayer in seiner zweiten Spielzeit in Salzburg Stammkraft in der Innenverteidigung und blieb mit der Mannschaft in allen Partien, in denen er auf dem Feld stand, ohne Niederlage. Eine langwierige Muskelverletzung kostete ihn aber die Rückrunde und zwischen Februar und Mai 2019 konnte er nur zwei Partien absolvieren. Am Saisonende hatte Pongračić durch seine Leistungen in der Hinserie seinen Anteil an der erneuten Meisterschaft sowie dem Gewinn des Cups.
Die Verletzung des Defensivspielers zog sich bis in den September hinein, nach seiner Rückkehr auf den Rasen wurde dieser aber sofort wieder in der Abwehr berücksichtigt. Zur Rückrunde wechselte Pongračić zurück nach Deutschland zum Bundesligisten VfL Wolfsburg, bei dem er einen bis Juni 2024 laufenden Vertrag erhielt. Sein ehemaliger Verein 1860 München wurde durch eine Klausel am Transfererlös beteiligt. Ab dem 20. Spieltag absolvierte der Deutschkroate elf Bundesligapartien in der Startelf stehend, drei Spiele verpasste er aufgrund einer Rotsperre nach einem Ellbogenstoß gegen den Düsseldorfer Alfredo Morales. Mit den Wölfen wurde er Siebter, konnte sich aber mit ihnen in der späteren Qualifikationsphase nicht die Teilnahme an der Europa League sichern. Den Beginn der Spielzeit 2020/21 verpasste Pongračić in Folge des Pfeifferschen Drüsenfiebers, woraufhin sich ein effektives Innenverteidigerduo aus John Anthony Brooks und dem Neuzugang Maxence Lacroix bildete, was dazu führte, dass der Niederbayer nur auf elf Saisonspiele kam.
Aufgrund eines personellen Engpasses in der Defensive verpflichtete der Ligakonkurrent Borussia Dortmund den Verteidiger vor dem 4. Spieltag der Spielzeit 2021/22 leihweise bis zum Saisonende. Für die von Marco Rose, den Pongračić noch aus Salzburg kannte, trainierte Mannschaft stand dieser gleich in seinem ersten Spiel von Beginn an neben Manuel Akanji in der Innenverteidigung auf dem Feld. Es folgten 22 weitere Pflichtspiele in drei Wettbewerben. Manches Mal lief Pongračić von Beginn an auf, was aber von Verletzungen der Stamminnenverteidiger Mats Hummels und Akanji abhängig war; zudem kehrte Dan-Axel Zagadou von einer langwierigen Knieverletzung zurück. Beim 2:3 in Berlin spielte der Deutschkroate beispielsweise neben dem Aushilfsverteidiger Axel Witsel in der Innenverteidigung; während Witsel eine 5 erhielt, benotete der kicker Pongračić mit einer 4,5 – beide waren entscheidend daran beteiligt, dass der Gegner binnen 20 Minuten drei Tore erzielen konnte.
Bereits Anfang 2022 hatte Pongračić seinen Hauptarbeitgeber, den VfL Wolfsburg, verklagt, da dieser ihm eine Erfolgsprämie in Höhe von 250.000 Euro nicht ausgezahlt haben soll. Im Vorfeld hatte der Spieler im Rahmen eines Twitch-Interviews zum einen seine seitens des VfL gezahlte Ablösesumme (9 Millionen Euro) öffentlich gemacht und zum anderen Aussagen über Wolfsburg- wie auch BVB-Interna getroffen. Laut dem kicker hätte dies neben Disziplinlosigkeiten in der Vergangenheit und der öffentlich geäußerten Hoffnung, Borussia Dortmund würde ihn fest verpflichten, dazu geführt, dass er bei einem „Großteil des eigenen Anhangs unten durch ist und längst auch in der Mannschaft nicht mehr wohlgelitten wäre“. Im Anschluss an die Saison kehrte der Verteidiger nach Wolfsburg zurück, wo mittlerweile der kroatische Trainer Niko Kovač übernommen hatte und mit Maxence Lacroix, Sebastiaan Bornauw, Micky van de Ven sowie dem kroatischen Neuzugang Bartol Franjić vier weitere Innenverteidiger unter Vertrag standen. Schon zuvor hatte der VfL Wolfsburg darüber hinaus Widerklage gegen seinen Spieler eingereicht und aufgrund vermeintlich vereinsschädigender Äußerungen eine Vertragsstrafe in Höhe von 85.000 Euro gefordert.
Nachdem Pongračić an den ersten drei Bundesligaspieltagen sowie im Erstrundenspiel des DFB-Pokals jeweils nicht im Spieltagskader gestanden hatte, wurde Ende August 2022 ein Leihgeschäft mit dem italienischen Serie-A-Aufsteiger US Lecce vereinbart. Den Rechtsstreit mit dem VfL legte der Spieler schließlich auch bei. Für Lecce lief Pongračić neunmal von Beginn an auf, musste sich aber nach dem Jahreswechsel einer Knöcheloperation unterziehen und fiel für den Rest der Saison aus. Ohne ihn erreichte die Mannschaft als Sechzehnter den Klassenerhalt. Im Anschluss an die Saison verpflichtete Lecce ihn ohne eine Rückkehr nach Wolfsburg fest.
Im Juli 2024 wechselte er zur AC Florenz.

### Nationalmannschaft
Pongračić debütierte im August 2017 gegen Moldawien für die kroatische U21-Auswahl. Bis November 2018 kam er zu insgesamt drei Einsätzen. Im November 2020 debütierte Pongračić in einem Freundschaftsspiel gegen die Türkei in der kroatischen A-Nationalmannschaft.

## Erfolge
FC Red Bull Salzburg
- Österreichischer Meister: 2018, 2019
- Österreichischer Cupsieger: 2019